# Bryan Mélisse
Bryan Mélisse (* 25. März 1989 in Paris) ist ein ehemaliger französischer Fußballspieler.

## Karriere
In seiner Jugend spielte Mélisse für ES Parisienne, im INF Clairefontaine, für Stade Rennes sowie Stade Laval. Im Sommer 2008 wechselte der Verteidiger dann vom Drittligisten Louhans-Cuiseaux FC in die Reservemannschaft des CS Sedan und ein Jahr später zum RFC Lüttich nach Belgien. Für die Wallonen debütierte er am 21. November 2009 dem 15. Spieltag der 2. Division bei der 0:2-Niederlage gegen Lommel United. Am Ende der Saison stieg er mit Lüttich ab. Zur Saison 2010/11 wechselte Mélisse nach Luxemburg in die Nationaldivision zum F91 Düdelingen. Mit dem Fusionsverein wurde er 2011 und 2012 Meister. Er bestritt auch Spiele in der Qualifikation zur UEFA Europa League, 2010 gegen Randers FC und 2012 gegen Hapoel Tel Aviv. 2011 nahm er  an der Qualifikation zur UEFA Champions League teil. Nach zwei Siegen über FC Santa Coloma scheiterte er dann in der 2. Runde an NK Maribor. Zur Saison 2013/14 wechselte Mélisse nach Deutschland in die 3. Liga zum Aufsteiger SV 07 Elversberg. Nach nur einer Saison wechselt Mélisse wieder nach Luxemburg zu Jeunesse Esch. Zur Saison 2016/17 wechselt er ein zweites Mal in seiner Karriere zum F91 Düdelingen. Seit 2019 stand er bei Swift Hesperingen unter Vertrag und stieg mit dem Verein in die BGL Ligue auf. Im Juli 2022 schloss er sich dann dem Zweitligisten FC Mamer 32 an. Doch schon ein halbes Jahr später wechselte Mélisse zurück in seine Heimat zum lothringischen Amateurverein APM Metz, wo er im Sommer 2024 auch seine aktive Karriere beendete.

## Erfolge
- Luxemburgischer Meister: 2011, 2012, 2017, 2018, 2019
- Luxemburgischer Pokalsieger: 2012,  2017, 2019
- Luxemburgischer Ligapokalsieger: 2018